# Lahosse
Lahosse ist eine französische Gemeinde mit 286 Einwohnern (Stand 1. Januar 2022) im Département Landes in der Region Nouvelle-Aquitaine (vor 2016: Aquitanien). Sie gehört zum Arrondissement Dax und zum Kanton Coteau de Chalosse. Die Einwohner werden Lahossais und Lahossaises genannt.

## Geographie
Lahosse liegt ca. 20 Kilometer östlich von Dax in der Landschaft Chalosse der historischen Provinz Gascogne.
Umgeben wird Lahosse von den Nachbargemeinden:
|        | Lourquen Mugron                             | Saint-Aubin |
| Nousse | Kompassrose, die auf Nachbargemeinden zeigt | Caupenne    |
|        | Baigts                                      |             |

Lahosse liegt im Einzugsgebiet des Flusses Adour.
Einer seiner Nebenflüsse, der Louts, markiert die nördliche Grenze zu den Nachbargemeinden Lourquen, Mugron und Saint-Aubin. Der Ruisseau du Haou, ein Nebenfluss des Louts, entspringt auf dem Gebiet der Gemeinde.

## Geschichte

### Einwohnerentwicklung
Nach Beginn der Aufzeichnungen stieg die Einwohnerzahl bis zur ersten Hälfte des 19. Jahrhunderts auf einen Höchststand von rund 630. In der Folgezeit sank die Größe der Gemeinde bei kurzen Erholungsphasen bis zu den 1990er Jahren auf rund 220 Einwohner, bevor eine moderate Wachstumsphase einsetzte.
| Jahr      | 1962 | 1968 | 1975 | 1982 | 1990 | 1999 | 2006 | 2010 | 2022 |
| --------- | ---- | ---- | ---- | ---- | ---- | ---- | ---- | ---- | ---- |
| Einwohner | 347  | 332  | 272  | 249  | 221  | 258  | 267  | 292  | 286  |

## Sehenswürdigkeiten

### PfarrkircheSaint-Jean-Baptiste

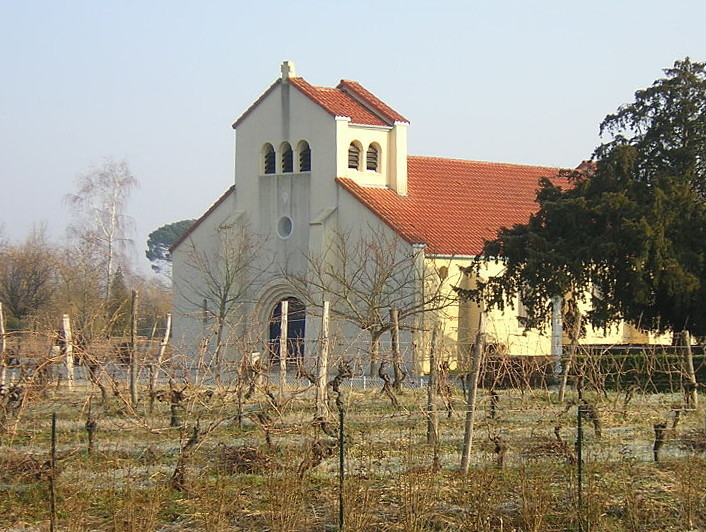
Pfarrkirche Saint-Jean-Baptiste

Die Johannes dem Täufer geweihte Pfarrkirche wurde 1929 von Henri Sajous und Charles Hébrard errichtet. Sie ersetzte die frühere Pfarrkirche, deren Pflege vernachlässigt wurde und Reparaturen als unzureichend angesehen worden waren, so dass im Dezember 1926 ihr Abriss beschlossen wurde. Die neue Kirche griff den Baustil der Vorgängerkirche auf. Sie besitzt ein Langhaus mit drei Kirchenschiffen. Der Chor mit Rundbogenfenstern wird im Süden von einer Sakristei flankiert. Die Seitenschiffe öffnen sich zum Hauptschiff durch Rundbogenarkaden mit gekuppelten Säulen, deren Kapitelle bildhauerisch gestaltet sind. Die Rundbogenfenster der Kirche alternieren außen mit abgeschrägten Strebepfeilern. Die Westfassade besteht aus einem rundbogenförmigen Eingang und einem darüber befindlichen Okulus, die von zwei massiven Strebepfeilern eingerahmt sind. Darüber erhebt sich der Glockenturm mit rundbogenförmigen Schallöffnungen.

## Wirtschaft und Infrastruktur
Die Landwirtschaft ist der wichtigste Wirtschaftsfaktor der Gemeinde.

### Verkehr
Lahosse wird durchquert von den Routes départementales 3, 32 und 158.

## Persönlichkeiten

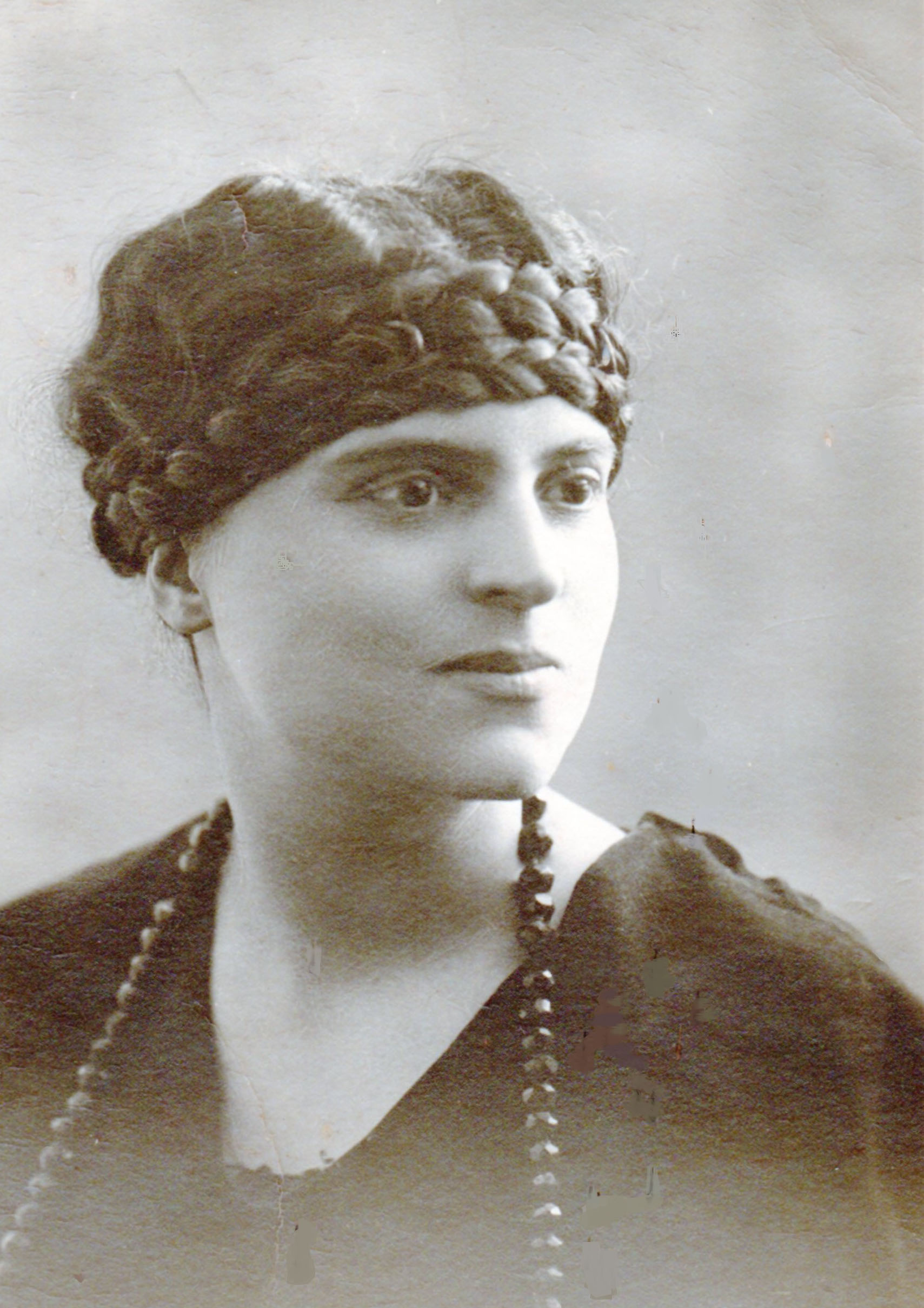
Jeanne Laborde Batbedat, genannt Claude Fayet, im Jahre 1925

- Pierre-Arnaud Dartigoeyte, geboren am 12. März 1763 in Mugron, gestorben am 25. Dezember 1812 in Lahosse, war Mitglied des Nationalkonvents als Abgeordneter des Départements während der Französischen Revolution.

- Jeanne Laborde Batbedat, genannt Claude Fayet, geboren am 19. Februar 1895 in Dax, gestorben am 12. Dezember 1986 in Gif-sur-Yvette, war französische Schriftstellerin. Nach dem Tod ihres Ehemannes Gérard Batbedat zog sie sich zunächst in sein Haus zurück, wurde aber im Jahre 1940 von der deutschen Besatzung von dort vertrieben, die dort eine Kommandantur einrichteten. Die Familie zog deshalb in das ehemalige Haus Fayet der Familie Laborde in Lahorre zurück.